# Guillaume Jean Gérard Klerck
Jhr. Guillaume Jean Gérard Klerck (Luik, 13 februari 1825 – Den Haag, 17 januari 1884) was een Nederlandse minister.
Klerck, lid van de familie Klerck, begon zijn loopbaan als genie-officier en adviseur voor de aanleg van spoorwegen. Hij was in het kabinet-Heemskerk-Van Lynden van Sandenburg kortstondig minister van Oorlog in een reeks van vier ministers. Hij trad af nadat zijn plannen voor uitbreiding van de militie waren afgewezen. Klerck keerde in 1879 terug als minister van Waterstaat, Handel en Nijverheid en bracht diverse wetten tot verbetering en aanleg van kanalen tot stand, waarvan de wet uit 1881 die leidde tot de aanleg van het Merwedekanaal de belangrijkste was.